# Большеугонский сельсовет
Большеуго́нский сельсовет — муниципальное образование со статусом сельского поселения в Льговском районе Курской области Российской Федерации.
Административный центр — село Большие Угоны.

## История
Статус и границы сельсовета установлены Законом Курской области от 21 октября 2004 года № 48-ЗКО «О муниципальных образованиях Курской области».
Законом Курской области от 26 апреля 2010 года № 26-ЗКО в состав сельсовета включены населённые пункты упразднённого Сугровского сельсовета.

## Население
| 2002  | 2010  | 2012  | 2013  | 2014  | 2015  | 2016  |
| ----- | ----- | ----- | ----- | ----- | ----- | ----- |
| 1539  | ↗2256 | ↘2168 | ↘2089 | ↘2039 | ↘2028 | ↘1984 |
| 2017  | 2018  | 2019  | 2020  | 2021  |       |       |
| ↘1922 | ↘1863 | ↘1811 | ↘1753 | ↗2054 |       |       |

## Состав сельского поселения
| № | Населённый пункт  | Тип населённого пункта       | Население |
| - | ----------------- | ---------------------------- | --------- |
| 1 | Большие Угоны     | село, административный центр | ↘722      |
| 2 | Глушица           | деревня                      | ↘34       |
| 3 | Карасевка         | деревня                      | ↘126      |
| 4 | Клишино           | деревня                      | ↘175      |
| 5 | Козьи Угоны       | деревня                      | ↘65       |
| 6 | Малые Угоны       | село                         | ↘122      |
| 7 | Нижние Деревеньки | село                         | ↘583      |
| 8 | Сугрово           | село                         | ↘316      |
| 9 | Эммануиловка      | деревня                      | ↘113      |